# Nebchasetnebet
Nebchasetnebet (* um 1305 v. Chr.; † um 1289 v. Chr.) war der älteste Sohn des späteren Pharaos Sethos I. und der nachträglich zur Großen königlichen Gemahlin ernannten Tuja. Der spätere
Ramses II. war ein Bruder, Prinzessin Tia eine Schwester.
Sethos I. designierte Nebchasetnebet um 1290 v. Chr. zum Thronfolger und schickte ihn zur Ausbildung nach Heliopolis, wo er nach kurzer Zeit starb. Danach wurde Ramses mit 15 Jahren von Sethos zum Mitregenten ernannt.